# Татунц, Светлана Ахундовна
Светлана Ахундовна Татунц (арм. Սվետլանա Ախունդի Տատունց, род. 26 февраля 1953, Баку) — российский этносоциолог, конфликтолог, профессор факультета мировой политики Московского государственного университета им. М. В. Ломоносова.

## Биография
Окончила исторический факультет Азербайджанского государственного университета (1978), аспирантуру кафедр общественных наук МГУ и докторантуру социологического факультета МГУ. Кандидат исторических наук с 1983 года, доктор социологических наук с 1996 года (тема докторской диссертации: «Этносоциология как наука»). Прошла научную стажировку в институте социологии Регенсбургского университета, Германия (1995—1996).
Профессор социологического факультета МГУ (с 1998 по 2008 год). По результатам работы над докторской диссертацией С. А. Татунц на социологическом факультете МГУ появилась учебная дисциплина «этносоциология», началась подготовка курсовых и дипломных работ, кандидатских диссертаций по новому научному направлению.
Профессор кафедры региональных проблем мировой политики факультета мировой политики МГУ (с 2008 года). Автор учебных программ дисциплин «этносоциология» и «этнополитология» федерального компонента цикла Общепрофессиональных дисциплин Государственного образовательного стандарта по специальности «социология», утверждённых Министерством образования РФ. Член Российского общества социологов (РОС) и Международного института социологии (IIS). Награждена почётной грамотой Министерства образования Российской Федерации и званием «Заслуженный профессор МГУ имени М. В. Ломоносова».
Опубликовала более 70 научных работ в области этносоциологии, политологии, конфликтологии, в том числе на немецком, английском, испанском и итальянском языках, вышедших за рубежом.
Область научных интересов:
Этнонациональные проблемы в современном мире. Этномиграцонные процессы в эпоху глобализации. Межэтнические конфликты. Конфликтология. Конфронтация и диалог. Способы решения конфликтов. Проблемы интеграции в иноэтничной среде. Диаспора как социокультурный институт и фактор внешней политики. Проблемы толерантности. Этнический фактор и социально-политическая стабильность.

## Основные работы
- Наступит ли осень «национализма»? К вопросу о нации, национализме и национальной политике. М., 1995.
- Interethnische Widersprüche und Konflikte in der Nordkaukasus-Region der Russischen Föderation. In: Robert Hettlage (Hrsg.) Kollektive Identität in Krisen. Ethnizität in Region, Nation, Europa. Opladen: Westdeutscher Verlag 1997, S. 216—226 (Межэтнические противоречия и конфликты на Северном Кавказе Российской Федерации. В кн.: Роберт Хеттлаге (изд.) Коллективная идентичность в кризисе. Этничность в регионе, в нации, в Европе.)
- Этнополитические конфликты и геополитические факторы (научная редакция, автор: Аршба О. И.). М., 1998.
- Этносоциология. М.,1999.
- Нация и национализм. История и теория в текстах и документах. М., 2002.
- Иммиграция, интеграция натурализация. Опыт западноевропейских стран (научная редакция, автор: Аршба О. И.), M. 2012 г.
- Идея Европы побеждает правый популизм на евровыборах (в соавт. с Берндт K.), «Государственная служба», № 5, 2019, с. 76-82
- Lа política de memoria de la diáspora armenia en los países latinoamericanos (Политика памяти армянской диаспоры в латиноамериканских странах) (в соавт. с Понамаревой А. М.), «Iberoamérica», № 4, 2020, с. 124—144
- La política del poder blando de Alemania en America Latina (Политика «мягкой силы» ФРГ в странах Латинской Америки) «Iberoamérica», № 4, 2021, с. 80-101
- La crisis global del COVID-19 en la región latinoamericana en el contexto de la oposición «Norte-Sur» (Глобальный кризиc COVID-19 в латиноамериканском регионе в контексте дихотомии "Север-Юг) «Iberoamérica», № 1, 2022, c. 160—180